# Dobre nad Kwisą (przystanek kolejowy)
Dobre nad Kwisą – zamknięty w 1991 roku przystanek osobowy w Dobrym nad Kwisą na linii kolejowej nr 283 Jelenia Góra – Żagań, w województwie lubuskim.